# Seymeria texana
Seymeria texana là loài thực vật có hoa thuộc họ Cỏ chổi. Loài này được (A. Gray) Standl. miêu tả khoa học đầu tiên năm 1936.